# Valentina Prudskova
Valentina Aleksandrovna Prudskova (in russo Валентина Александровна Прудскова?; Eršov, 27 dicembre 1938 – Saratov, 23 agosto 2020) è stata una schermitrice sovietica, vincitrice di una medaglia d'oro ed una d'argento nella scherma ai giochi olimpici.